# Волкова, Татьяна Александровна
Татьяна Александровна Волкова (до замужества Алябьева; род. 15 января 1966, Челябинск) — советская спортсменка, призёр чемпионата Европы (1983) и международных соревнований «Дружба-84» (1984) по прыжкам в воду. Заслуженный мастер спорта России (2003).

## Биография
Родилась 15 января 1966 года в Челябинске. Начала заниматься прыжками в воду в возрасте 6 лет в ДСО «Труд». На протяжении всей спортивной карьеры тренировалась под руководством Леонтия Чертина.
Специализировалась в прыжках с трёхметрового трамплина. В 1983 году выиграла чемпионат СССР, проходивший в рамках VIII летней Спартакиады народов СССР. После этого успеха была включена в состав сборной страны на чемпионате Европы в Риме, где завоевала серебряную медаль. В 1984 году готовилась к выступлению на Олимпийских играх в Лос-Анджелесе, но политическое руководство СССР приняло решение об их бойкоте советскими спортсменами. На соревнованиях «Дружба-84», проходивших в Будапеште, заняла 3 место.
В 1988 году окончила Челябинский государственный институт физической культуры. В том же году завершила свою спортивную карьеру и переехала в Москву. С 2007 года занимается тренерской деятельностью в CШОР по синхронному плаванию «Труд».

## Семья
В 1988 году вышла замуж за известного советского пловца Дмитрия Волкова (1966—2025). В 1989 году у них родились дочери-близнецы Антонина и Софья, которые серьёзно занимались синхронным плаванием, были многократными чемпионками Европы (2005, 2006) и мира (2006) среди юниоров в дуэте, групповых упражнениях и комбинации.